# NGC 2508
NGC 2508 é uma galáxia elíptica (E) localizada na direcção da constelação de Canis Minor. Possui uma declinação de +08° 33' 07" e uma ascensão recta de 8 horas, 01 minutos e 57,1 segundos.
A galáxia NGC 2508 foi descoberta em 23 de Janeiro de 1784 por William Herschel.